# 미디어스
《미디어스》(Mediaus)는 2007년에 창간한 대한민국의 인터넷 신문이다. 주로 다루는 분야는 미디어 관련 뉴스와 미디어 비평이다.

## 발행인과 편집진
2010년 기준으로 발행인은 《내일신문》 기자 출신인 안현우이다. 창간 당시 편집장은 《미디어오늘》 온라인뉴스부장이었던 민동기가 맡았으며, 김서중, 강혜란, 전규찬, 양문석 등 언론 분야 시민단체의 대표 또는 임원들이 편집위원으로 참여하였다.현재는 '이상한 모자'라는 필명을 사용하고 있는 온라인 논객 김민하 기자가 편집장을 맡고 있다.

## 이름의 뜻
"미디어(Media)"와 "우리(Us, 어스)"가 합쳐져 만들어졌다. 이는 "우리 모두가 미디어"라는 의미를 나타낸다.